# Kompania graniczna KOP „Olkowicze”

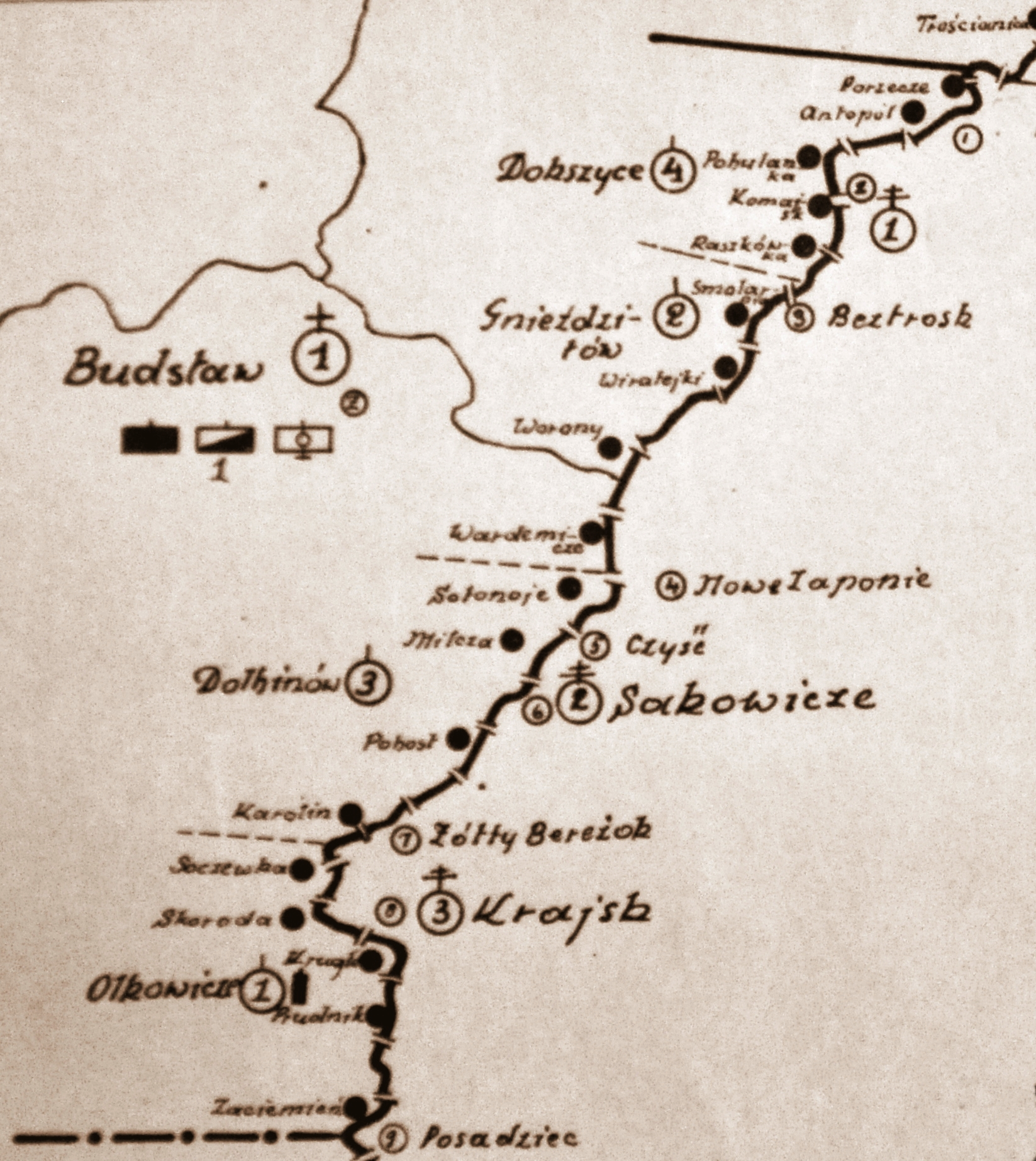
Rozmieszczenie batalionu KOP „Budsław” w 1931

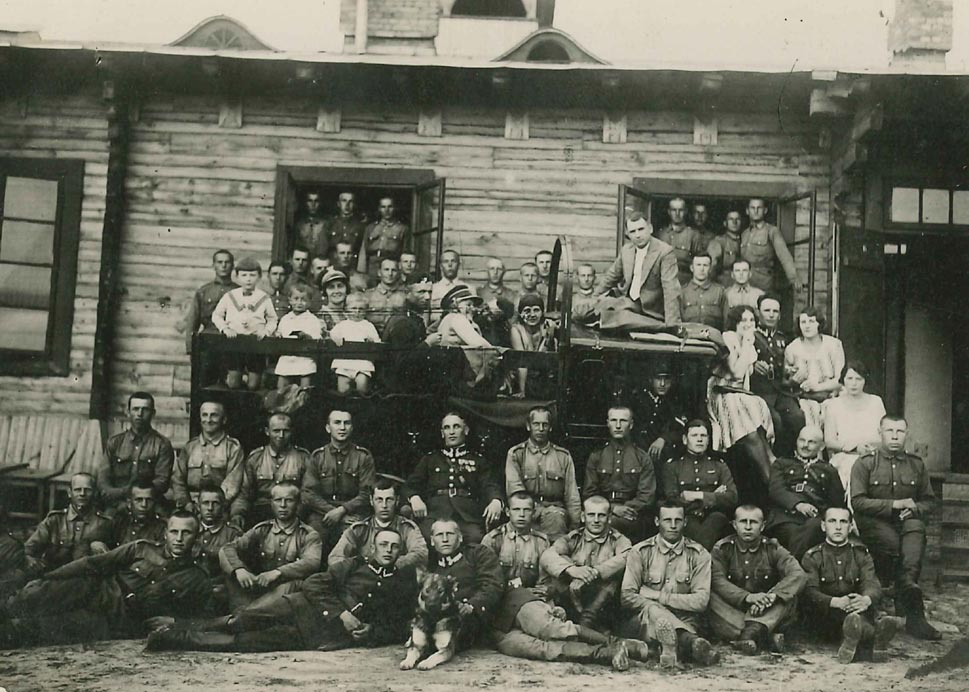
Oficerowie batalionu KOP „Budsław” z rodzinami przy budynku kompanii granicznej „Olkowicze” (1932). W środku dowódca baonu - mjr Julian Czubryt.

Kompania graniczna KOP „Olkowicze” – pododdział graniczny Korpusu Ochrony Pogranicza pełniący służbę ochronną na granicy polsko-radzieckiej.

## Formowanie i zmiany organizacyjne
Na podstawie rozkazu szefa Sztabu Generalnego L. dz. 12044/O.de B./24 z 27 września 1924, w pierwszym etapie organizacji Korpusu Ochrony Pogranicza sformowano 1 batalion graniczny , a w jego składzie 9 kompanię graniczną KOP „Maćkowce”. 2 kwietnia 1925 oddano do użytku nowo wybudowane strażnice: nr 33, 34 i 35 „Żurawy”. Później kompanię przeniesiono do Olkowicz. W listopadzie 1936 kompania liczyła 2 oficerów, 9 podoficerów, 5 nadterminowych i 99 żołnierzy służby zasadniczej.
W 1939 1 kompania graniczna KOP „Olkowicze” podlegała dowódcy batalionu KOP „Budsław”.

## Służba graniczna
Podstawową jednostką taktyczną Korpusu Ochrony Pogranicza przeznaczoną do pełnienia służby ochronnej był batalion graniczny. Odcinek batalionu dzielił się na pododcinki kompanii, a te z kolei na pododcinki strażnic, które były „zasadniczymi jednostkami pełniącymi służbę ochronną”, w sile półplutonu. Służba ochronna pełniona była systemem zmiennym, polegającym na stałym patrolowaniu strefy nadgranicznej i tyłowej, wystawianiu posterunków alarmowych, obserwacyjnych i kontrolnych stałych, patrolowaniu i organizowaniu zasadzek w miejscach rozpoznanych jako niebezpieczne, kontrolowaniu dokumentów i zatrzymywaniu osób podejrzanych, a także utrzymywaniu ścisłej łączności między oddziałami i władzami administracyjnymi. Miejscowość, w którym stacjonowała kompania graniczna, posiadała status garnizonu Korpusu Ochrony Pogranicza.
1 kompania graniczna „Olkowicze” w 1934 ochraniała odcinek granicy państwowej szerokości 29 kilometrów 33 metrów. Po stronie sowieckiej granicę ochraniały zastawy „Krajsk” i „Posadziec” z komendantury „Krajsk” .
Sąsiednie kompanie graniczne:
- 3 kompania graniczna KOP „Dołhinów” ⇔ 2 kompania graniczna KOP „Bryckie” – 1928[10], 1929[11], 1931[9] , 1932[12], 1934[13], 1938[14]

## Walki kompanii w 1939
Strażnice 1 kompanii „Olkowicze” zostały zaatakowane przez 14 Oddział Wojsk Pogranicznych NKWD i pododdziały 2 Dywizji Strzeleckiej. Kompania poniosła duże straty. Strażnica „Pasieki” po krótkiej walce została opanowana. Straciła 13 zabitych i 6 wziętych do niewoli. Straty sowieckie: 5 czerwonoarmistów rannych. Pozostałe strażnice prawdopodobnie wycofały się bez walki w kierunku Olkowicz. Pododdziały stacjonujące w Olkowiczach wycofały się bez walki w kierunku Budsławia i 18 września dołączyły do wycofujących się sił batalionu. Niewielka część baonu przeszła na Litwę i tam została internowana.

## Struktura organizacyjna
Strażnice kompanii w latach 1928 – 1931 
- (33)[4] strażnica KOP „Soczewki”[c][d]
- (34)[4] strażnica KOP „Skoroda”[e]
- strażnica KOP „Krągłe”[f][g]
- strażnica KOP „Prudnik”[h]
- strażnica KOP „Zaciemień”[i]

Strażnice kompanii w latach 1932 – 1934
- strażnica KOP „Soczewki”[k]
- strażnica KOP „Skoroda”
- strażnica KOP „Pasieki”
- strażnica KOP „Prudnik”
- strażnica KOP „Zaciemień”

Strażnice kompanii w 1938
- strażnica KOP „Soczewki”
- strażnica KOP „Pasieki”
- strażnica KOP „Zaciemień”

Organizacja kompanii 17 września 1939:
- dowództwo kompanii
- pluton odwodowy
- 1 strażnica KOP „Soczewki”
- 2 strażnica KOP „Pasieki”[l]
- 3 strażnica KOP „Zaciemień”

## Dowódcy kompanii
- kpt. Henryk Skaczyła (był 31 X 1928)[21]
- kpt. Jan Niedziela (30 XI 1928 − 22 III 1931 → przeniesiony do 69 pp [21] )
- kpt. Stanisław Trojan (9 III 1931 − 9 VI 1931) → przeniesiony do PKU Jarocin[21]
- por Józef Wiertelak (14 VII 1931 − 14 VI 1933) → przeniesiony na stanowisko oficera żywnościowego [21]
- kpt. Józef Grzybek (24 VI 1933 − 17 VII 1934 ) → adiutant batalionu[21]
- kpt. Stanisław Wilhelm Konieczkowski (7 VIII 1934[21]  − )
- kpt. Jan Szczęśniak[m] (− 1939 )